# Cómo se convirtieron en tiranos
Cómo se convirtieron en tiranos (en inglés: How to Become a Tyrant) es una serie documental estadounidense de Netflix de 2021 narrada por Peter Dinklage.

## Argumento
El narrador afirma que todos quieren un poder absoluto para transformar la sociedad a su gusto y procede a explicar cómo se puede obtener y mantener ese poder. La serie documental procede a analizar biografías de los dictadores históricos Adolf Hitler, Sadam Huseín, Idi Amin, Iósif Stalin, Muamar el Gadafi y la familia Kim.

## Episodios
| N.º | Título                       | Tirano destacado | Duración   | Fecha de emisión original |
| --- | ---------------------------- | ---------------- | ---------- | ------------------------- |
| 1   | «Conquistar el poder»        | Adolf Hitler     | 30 minutos | 9 de julio de 2021        |
| 2   | «Acabar con tus rivales»     | Sadam Huseín     | 27 minutos | 9 de julio de 2021        |
| 3   | «Gobernar mediante el miedo» | Idi Amin         | 27 minutos | 9 de julio de 2021        |
| 4   | «Controlar la verdad»        | Iósif Stalin     | 26 minutos | 9 de julio de 2021        |
| 5   | «Crear una sociedad nueva»   | Muamar el Gadafi | 25 minutos | 9 de julio de 2021        |
| 6   | «Gobernar para siempre»      | Dinastía Kim     | 29 minutos | 9 de julio de 2021        |

## Producción
La serie fue producida por David Ginsberg, Jake Laufer, Jonas Bell Pasht, Peter Dinklage y Jonah Bekhor. La serie fue lanzada en Netflix el 9 de julio de 2021. La British Board of Film Classification emitió un certificado '15' para la serie.